# El Copey
El Copey là một khu tự quản thuộc tỉnh Cesar, Colombia. Thủ phủ của khu tự quản El Copey đóng tại El Copey Khu tự quản El Copey có diện tích 1047 ki lô mét vuông. Đến thời điểm ngày 28 tháng 5 năm 2005, khu tự quản El Copey có dân số 22874 người.